# 岩崎吉太郎
岩崎 吉太郎（いわさき きちたろう、1865年 - 1935年2月）は、厚木市出身の実業家。
神奈川県愛甲郡小鮎村飯山（現・厚木市）生まれの実業家。実家の雑貨店から分家し、厚木町で雑貨・食料品店を経営。片田舎の商人に満足せず、家業を家族に任せて材木業に従事。その後、水力発電事業に着目し、南豆電気㈱、河津川水力電気㈱、相模水力電気、厚木電気㈱、三浦電気、君津電気、東総電気、山田川水力、興津川水力等に出資。昭和9年、静岡県賀茂郡南中村下賀茂（現・南伊豆町）で温泉掘削。晩年、下賀茂に別邸を構え余生を過ごした。
参考文献：伊豆半島電気事業沿革史/前田実（伊豆新聞連載記事）